# Parafia Najświętszej Maryi Panny Królowej Polski w Klimontowie
Parafia Najświętszej Maryi Panny Królowej Polski w Klimontowie – parafia rzymskokatolicka, znajdująca się w diecezji kieleckiej, w dekanacie proszowickim.
Kościół parafialny wykonany został według projektu architekta Krystiana Seiberta. 10 kwietnia 1978 r. rozpoczęto budowę kościoła, a 30 kwietnia tego roku bp Jan Gurda poświęcił krzyż i plac budowy. W przeddzień wyboru kardynała Karola Wojtyły na papieża, 15 października 1978 r., poświęcono kamień węgielny. Cmentarz poświęcono 10 lipca 1983 r. przez bp. Mieczysława Jaworskiego. 18 października 1987 r. bp Piotr Skucha konsekrował główny ołtarz w świątyni.

## Proboszczowie
- ks. Stanisław Palimąka (1977–1985)
- ks. prał. Zygmunt Pawlik (1985-2002)[3]
- ks. Jan Kukowski (2002–2013)[4]
- ks. Wiktor Mentel (od października 2013)